# Eickendorf (Landkreis Börde)
Eickendorf is een plaats en voormalige gemeente in de Duitse deelstaat Saksen-Anhalt, en maakt deel uit van de Landkreis Börde.
Eickendorf telt 456 inwoners.